# 粉紅裸臂躄魚
粉紅裸臂躄魚，為輻鰭魚綱鮟鱇目躄魚亞目臂鈎躄魚科的其中一種，分布於澳洲塔斯馬尼亞島海域，棲息深度可達38公尺，體長可達9.9公分，棲息在底層水域，生活習性不明。

## 扩展阅读
維基物種上的相關：粉紅裸臂躄魚